# Kurt Matern
Kurt Matern (ur. 23 września 1884 w Reszlu na Warmii, zm. 25 listopada 1968 w Paderborn) – niemiecki malarz i architekt.

## Życiorys
Kurt Matern urodził się w 1884 roku w Reszlu. Jego starszy brat Georg Matern był księdzem katolickim i historykiem. Kurt Matern ukończył szkołę średnią w Braniewie i uzyskał maturę 21 lutego 1905 roku. Następnie studiował architekturę na Politechnice w Karlsruhe (Hochschule Karlsruhe – Technik und Wirtschaft) oraz na Königliche Technische Hochschule zu Danzig, które to studia ukończył w 1909 roku uzyskując dyplom inżyniera. 23 października 1909 otrzymał dyplom Uniwersytetu Gdańskiego. Od 11 stycznia 1910 pracował jako referendarz (Regierungsbauführer) w urzędzie konserwatora zabytków w Münster i zajmował się inwentarzem zabytków architektury i kultury Westfalii. Przez pewien czas był zatrudniony w dyrekcji kolei w Münster. Następnie wykładał jako asystent w katedrze malarstwa i rysunku odręcznego na Politechnice w Akwizgranie (obecnie RWTH Aachen).
W latach 1910–1912 Matern przebywał kilkakrotnie w letniej rezydencji cesarza Wilhelma II w majątku w Kadynach w Prusach Zachodnich, gdzie uwieczniał życie robotników rolnych na malowanych obrazach olejnych. Tworzył także liczne martwe natury oraz pejzaże. Dzieła Materna były pokazywane na wielu wystawach, m.in. w Gdańsku oraz w 1913 r. na Wielkiej Berlińskiej Wystawie Sztuki.
W 1913 Matern zdał egzamin państwowy w Berlinie jako architekt rządowy i do 31 lipca 1914 pracował w biurze budownictwa wojskowego w Gdańsku. Następnie został mianowany konserwatorem w Münster.
Od 1 stycznia 1915 Kurt Matern został diecezjalnym mistrzem budownictwa w diecezji Paderborn, a od 28 stycznia mianowany głównym konstruktorem. W 1915 założył w Paderborn biuro konstrukcyjne. Jednym z jego współpracowników był architekt Josef Lucas. Matern opracowywał także projekty graficzne reklam i banknotów zastępczych (tzw. Notgeldscheine) podczas inflacji w Republice Weimarskiej w latach 1914–1923.
W 1930 zaprojektował i wybudował kościół parafialny pw. św. Bonifacego w Paderborn. Kierował następnie budowami i przebudowami obiektów sakralnych w Bochum, Bad Oeynhausen, Willebadessen i Menden.
Po zniszczeniach w czasie wojny katedry w Paderborn był odpowiedzialny za jej odbudowę. Wybudował także budynek seminarium duchownego Kolegium Leoninum (Leokonvikt), budynek administracyjny PESAG oraz budynek kasy oszczędnościowej w Padeborn. Ponadto zaprojektował wiele innych obiektów – m.in. nowy gmach seminarium duchownego w Braniewie.